# Microphysogobio brevirostris
Microphysogobio brevirostris är en fiskart som först beskrevs av Günther, 1868.  Microphysogobio brevirostris ingår i släktet Microphysogobio och familjen karpfiskar. Inga underarter finns listade i Catalogue of Life.